# Канава (село)
Кана́ва — село в Україні, у Вінницькому районі Вінницької області. Населення становить 160 осіб. Входить до складу Тиврівської селищної громади.

## Географія
Село розташоване на заході колишнього Тиврівського району за 16 км від адміністративного центру громади Тиврів на межі з колишнім Немирівським районом, в 15 км від Немирова через понтонний міст у Стрільчинцях.
Сусідні населені пункти:

## Історія

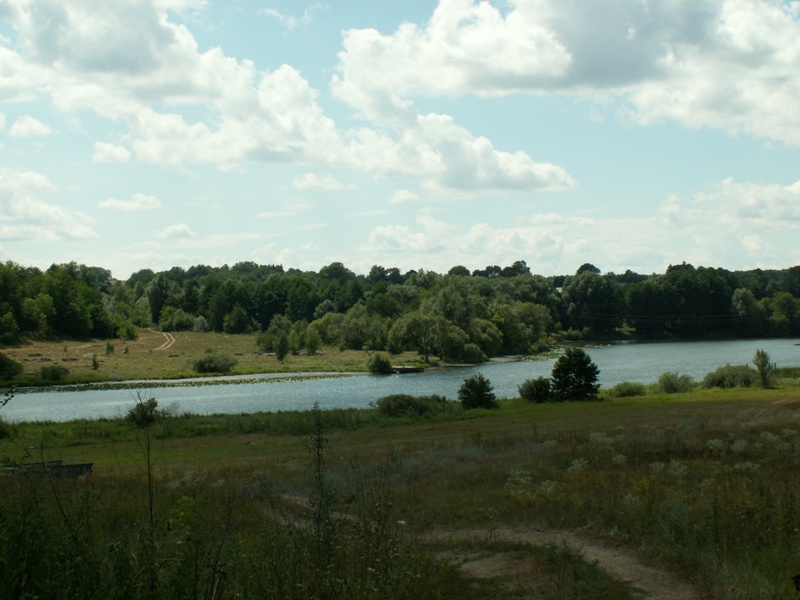
Вид із Забужки на Канаву

### Давнина
Село засновано у 1651 р. Втім, поселення тут було і раніше. Археологи знайшли на околиці теперішньої Канави найпівнічніше поселення неолітичної Буго-Дністровської культури (VI–IV тисячоліття до н. е.). Юхим Сіцінський, автор складеної на початку XX століття «Археологічної карти Подільської губернії», зазначає, що є «у Канаві біля Стрільчинців на орних землях два кургани; біля одного проходить дорога», а власне попід Стрільчинцями — городище, яке місцеві мешканці називають Ваги.

### Заснування
За легендами, засновниками Канави стали кілька родин дрібних польських шляхтичів, які рятувалися від Національно-визвольної війни українського народу під проводом Богдана Хмельницького проти Речі Посполитої. Спочатку вони оселилися на лівому березі Південного Бугу (теперішній Забужці) і назвали місцину Канавою через те, що ходили до річки з гранітних схилів, як у канаву. Поселення на протилежному березі у свою чергу виникло, як свідчить легенда, завдяки дюжині каторжан, яких пригнали у кайданах рубати ліс. Відбувши покарання, вони залишилися у цих місцях.

### Початок ХІХ століття
У 1800 році підкоморський суд розглядає суперечку про розмежування земель між селами Стрільчинці та Шендерів. Канава знаходиться між оцими побужськими населеними пунктами. Серед володарів Канави — Потоцькі, які у добу кріпацтва відправляли сюди нероб з інших своїх маєтків на заслання. По акту спадщини від 13 березня 1824 р. Канава переходить від володарки Немирова Софії Потоцької її синові Болеславу Станіславовичу.

### Середина ХІХ століття
Навесні 1855 року у Брацлавському повітовому суді слухалася справа про надання права поміщику Рутковському на володіння селами Лука, Чепельовка та Канава. Колезький секретар Феофіл Францевич Рутковський, предводитель дворянства Брацлавського повіту, купляє Канаву із 182 душами чоловічої статі у Болеслава Потоцького разом з борговими зобов'язаннями. Він віддає за три села разом 115 тисяч 634 карбованці 50 копійок, «отримує в Канаві простору» на 1119 десятин 1140 сажнів. Через Буг будується гать, по якій може проїхати підвода, а на пором ставали відразу шість підвід із кіньми.
У Канаві на той час вже розвинуті чиншеві права. У 1858 році перевіряються межі угіддя чиншовика-іноземця Сплітерберга. Прусський підданий Вільгельм Сплітерберг у 1850 році придбав ділянку у дворянина Івана Матвійовича Яганова. На планах угідь села, створених у 1866–1896 рр., понумеровано понад 80 садиб та економій чиншовиків.
В 1861 році на фоні скасування панщини у Канаві сталося повстання селян. Майже рік тягнулося судочинство про непокору 18 місцевих жителів, яке завершилося оправдальними вироками.

### Кінець ХІХ століття
В останній чверті XIX століття Канавою володіють спадкоємці Ядвиги Іжицької. Її чоловік Юліуш Матеушович Іжицький опікає малолітніх паничів Антона, Октавіана та Марію, а згодом село переходить у власність старшого сина — Антона Юлійовича Іжицького. В Канаві діють два млина і пором через Буг. На Забужці економ на прізвище Хуткевич відбудував панський двір. Загальна площа канавських угідь тоді становила 694,9 га. У 90-ті роки позаминулого століття в Канаві було вже 105 обійсть та 653 жителі. А менше ніж за 10 років стає 888 селян. Канавські православні парафіяни (чоловіків — 413, жінок — 375) усі малороси, як зазначено у виданні «Приходы и церкви Подольской губернии под редакцией Евфимия Сецинского», і належать до приходу у Стрільчинцях. Дерев'яна церква згоріла після влучення блискавки у 1819 році, будівництво нової, кам'яної, закінчено через десять років на гроші Потоцьких, священика та парафіян. Її освячено на Святого пророка Іллі, відтепер цей день є престольним святом Канави. З архівних документів відомі імена таких священиків, як Іван Зубович., уніат Іоанн Любович, Петро Лисецький, що очолював парафію сорок років, його син Матвій Лисецький, Матвіїв зять — Климент Татомир. Наприкінці XIX століття парафію в Стрільчинцях з Канавою П'ятого благочинного округу курує священик Антоній Калинович.. З 1890 року у Канаві в дерев'яній хаті почала діяти школа грамоти.

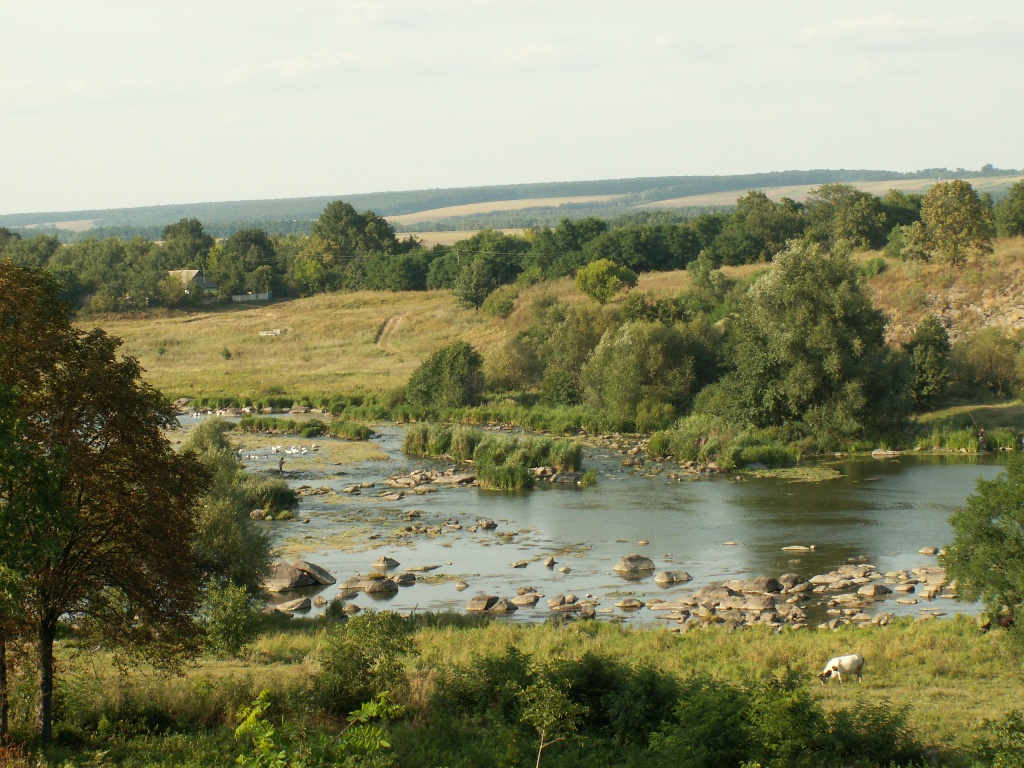
Вид із Цвенівки на канавські пороги

### Початок ХХ століття
Населення Канави, як і у сусідніх Соколинцях та Колюхові, займалося вирощуванням хліба, тютюну, рибальством. На околиці села на рубежі ХІХ — ХХ століть з'явилася мануфактура з валяння валянків, яку заснували євреї. Вони також тримали гать через Буг, млин, крупорушку, розпоряджалися лісом поміщика.
Станом на 1905 рік Канавою з 174 подвір'ями володіє онука Болеслава Потоцького і донька графа Строганова княгиня Марія Григорівна Щербатова. До революції Немирів з навколишніми селами Мухівці, Велика Бушинка, Ведмежа, Гунька (разом 14495 десятин землі) теж були її помістями.
Перед Першою світовою війною сільським довгостаростою Канави був Тодосій Поровай. При ньому побудовано кам'яний місток через канавську річечку, що веде на Цвенівку. А попід Колюховом, за яром, що звався Руткою, на Сухій, професор-психоневролог з Одеси Микола Михайлович Попов звів літню двоповерхову дачу, заклав басейн. У 1914 році він мав 124 десятин угідь. Тоді ж у селі створюється товариство споживчої кооперації.

### Революційна доба
7 (20) листопада 1917 року, відповідно до Третього Універсалу Української Центральної Ради, увійшло до складу Української Народної Республіки.
У 1917 р. садибу Попова розграбували селяни, а сам він подався до Франції.
В архівних документах того часу містяться уривчасті посилання більшовицьких джерел на активність навколо Канави та сусідніх сіл «білобанд» Артема, Сидора (Ісидора), Лиха.
Канавці разом з жителями інших навколишніх селищ прийшли на допомогу селянам Стрільчинець та Ведмежої, відбиваючи варварський рейд польських легіонерів 1 квітня (19 березня) 1918 року. Поляки були відігнані до Немирова, де після жорстокого бою 300 легіонерів роззброєно.
Отаману Артему Онищуку, уродженцю сусідніх Соколинців, провідникові національно-визвольного руху селян Брацлавщини у 1920–1921 рр., курінному Армії Української Народної Республіки, Валерій Марценюк присвятив повість «Трагічна любов отамана Артема» про «українського патріота, підступно обманутого більшовицькою владою та жорстоко зрадженого коханою жінкою» — чекісткою Ельзою Грундман.

### Перші рокирадянськогоустрою
Внаслідок поразки Перших визвольних змагань село надовго окуповане більшовицькими загарбниками.
Перші роки радянського устрою для Канави характеризуються впровадженням політики колективізації та лікнепу (ліквідації неписьменності). Створюються школа, пункт, курси, одразу кілька товариств для спільної обробки землі з назвами «Зелений кут», «Робітник», «Плугар» і, нарешті, «Проснулись!», тобто з тими селянами, які прокинулися в останню мить.
Згідно з Господарчо-кредитовим планом Стрільчинського сільськогосподарського кредитово-кооперативного товариства Немировського району Вінницької округи, у 1927 році в Канаві було 773 га і 18 соток польової землі, більшість — 587 га відведено під пшеницю, 60 га — під картоплю. Тримали тут 128 коней, 124 корови, 4 пасіки з 86 вуликів.
Сільськогосподарська самодіяльність закінчилася розкуркуленням у 1930 році заможних господарств і заганянням усіх інших у колгосп імені Клима Ворошилова. А потім був Голодомор, пік якого прийшовся на 1933 рік. До грабіжницьких дій московсько-більшовицької влади додалась негода у жниву 1932 року, коли аномальний градобій знищив майже весь урожай. Канавчани згадують, що їхньому селу ще пощастило. Від голодної гибелі врятувала ріка, передусім скойки, багаті на протеїн.

### Роки німецької та румунської окупацій
У роки німецької окупації (1941–1944 рр.) по річці проходив німецько-румунський кордон. Правобережна частина Побужжя з Тивровим потрапила до румунської «Трансністрії», лівобережна з Немировим — до генерального округа «Житомир» німецького «Райхскомісаріату Україна». У такій глушині військ не було, стояли варти. Біля старого цвинтаря на Забужці німці понад Бугом рили окопи, контури яких можна побачити і понині. Сьогодні це польсько-єврейське кладовище щільно вкрито барвінком, кілька повалених металевих хрестів з візерунками і жодного імені нащадкам на згадку. На протилежному боці річки румуни обладнали перевіз зі штабелями штатних та саморобних човнів. Тут діяли клуб, їдальня, комендатура, школа, де підлітків одразу почали вчити румунській мові. При румунах люди бідували, їх лупцювали, силоміць відбирали хліб, щоправда, вкрай зубожілих підгодовували біля їдальні.

### Повернення радянського ладу
Передвісником повернення радянського устрою на Вінниччині став глибокий рейд у тил противника в січні 1944 р. двох бригад 1-ї танкової армії генерала М. Ю. Катукова, які захопили Немирів, Тиврів, Вороновицю, Ворошилівку. Втім, гітлерівці контрнаступом повернули їх собі. Ще на два місяці Канава опинилася у прифронтовій смузі. В Дзвонисі діяло комуністичне підпілля, а у Чорному лісі активізувалися радянські партизани. Віра Митрофанівна Якименко, яка працювала вчителькою в Канаві, переводила партизан групи Г. Т. Майкоси з Івонівців через Буг нижче порома, біля руїн млина. Поранених підпільників переховував і лікував лісник канавського лісу Володимир Феофанович Форманюк.
Прийшла весна 1944-го. Крига на Бугу просіла, почалася повінь. У бездоріжжі, непрохідній багнюці противник відходив хаотично, кидаючи на дорогах техніку та озброєння. Німці, рятуючись, переходили на підконтрольну румунам територію. Ті не мали відповідних наказів і стріляли у порушників кордону, а згодом і самі вимушені були тікати.
У ті дні в Канаві запам'ятали радянські гармати на подвір'ї, німецький літак-розвідник «Рама» (Focke-Wulf Fw 189 Uhu), що кружляв над переправою. Саме у 1000-й день війни, 17 березня в рамках Проскурівсько-Чернівецької операції 100 стрілецька дивізія 106 стрілецького корпусу 38 загальновійськової армії до 10 години ранку одним полком переправилася через Буг в районі Канави, другим полком на марші з Колюхова на Дзвониху і третім — з Онитківець на Черемошне. До сімнадцятої години дивізія полковника Красавіна Федора Михайловича трьома полками проминула рубіж Курники — Іванківці. «Совінмормбюро» цього дня повідомило: «Южнее города Винница наши войска продолжали вести наступательные бои, у ходе которых заняли несколько населенных пунктов и среди них Потоки, Сидава, Гришевцы, Маянив, Шершни, Василевка, Звониха, Колюхов, Канава».

### Післявоєнна доба
Війна для Канави закінчилася. До домівок на центральній вулиці села — Котовського (колишній Колюхівській) не прийшли 20 солдатів, примусово мобілізованих до Червоної Армії, а по всьому селу — близько 80-ти. Не повернулися до села і євреї. Від мануфактури ще з часів українсько-більшовицької війни залишилася купа потрощеної цегли. У реєстрі актів про збитки, завдані громадянам Тиврівського району Вінницької області під час німецької окупації містяться відомості про десятки господарств жителів Канави.
В 1946–1947 роках в Канаві окупаційною радянською владою здійснюється ще один Голодомор. Після посухи у 1946-му наступного року братські могили появилися майже у кожному подільському селі. Не стала винятком Канава. За свідченнями старожилів, люди падали на вулицях і їх ховали у ямі на узбіччі цвинтаря.

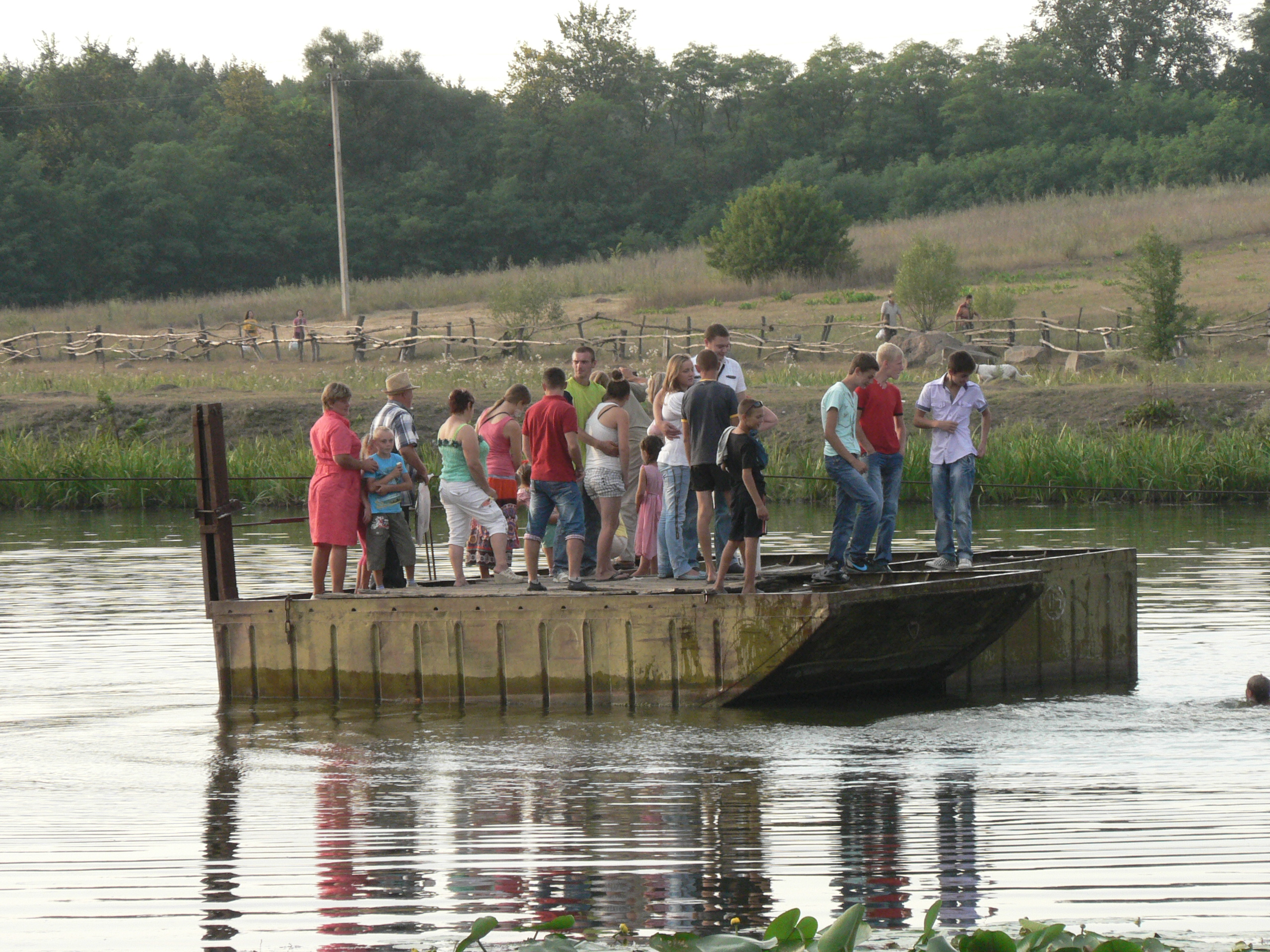
Пором через Буг у Канаві

### Новий час
У добу радянського застою в Канаві з'явився оновлений поромний перевіз, значно менший за панський, відновився колгосп, який у 1957 році, після того як маршал Ворошилов забруднив себе участю в антипартійній групі проти Хрущова, було перейменовано у колгосп ім. Дзержинського.
Поблизу села був побудований газогін високого тиску для перекачування російського блакитного палива на Захід. Втім, газу село так і не побачило, переправа з часом прийшла у занепад, а у колгоспі «Росія», що до цього носив ім'я «залізного Фелікса», був радгоспом «Дзвониським» на чотири села — Дзвониху, Колюхів, Соколинці та Канаву, за останні 20 років змінилося 24 голови. Від колгоспу «Росія» у 90-ті роки XX століття відокремився колгосп «Перемога» з конторою в Колюхові. Щезла остання техніка, худоба, дахи на свинарнях, металеві водонапірні вежі, на смітник перетворилися силосні ями.
29 червня 1989 року Канаву вилучено з Дзвониської селищної ради у зв'язку з утворенням сільради Колюхівської. Вінницька обласна рада в свою чергу влітку того ж року двічі ухвалювала рішення про встановлення в селі пам'ятного знака на честь односельчан, загиблих у роки німецько-радянської війни, проте, вони не мали практичних наслідків.

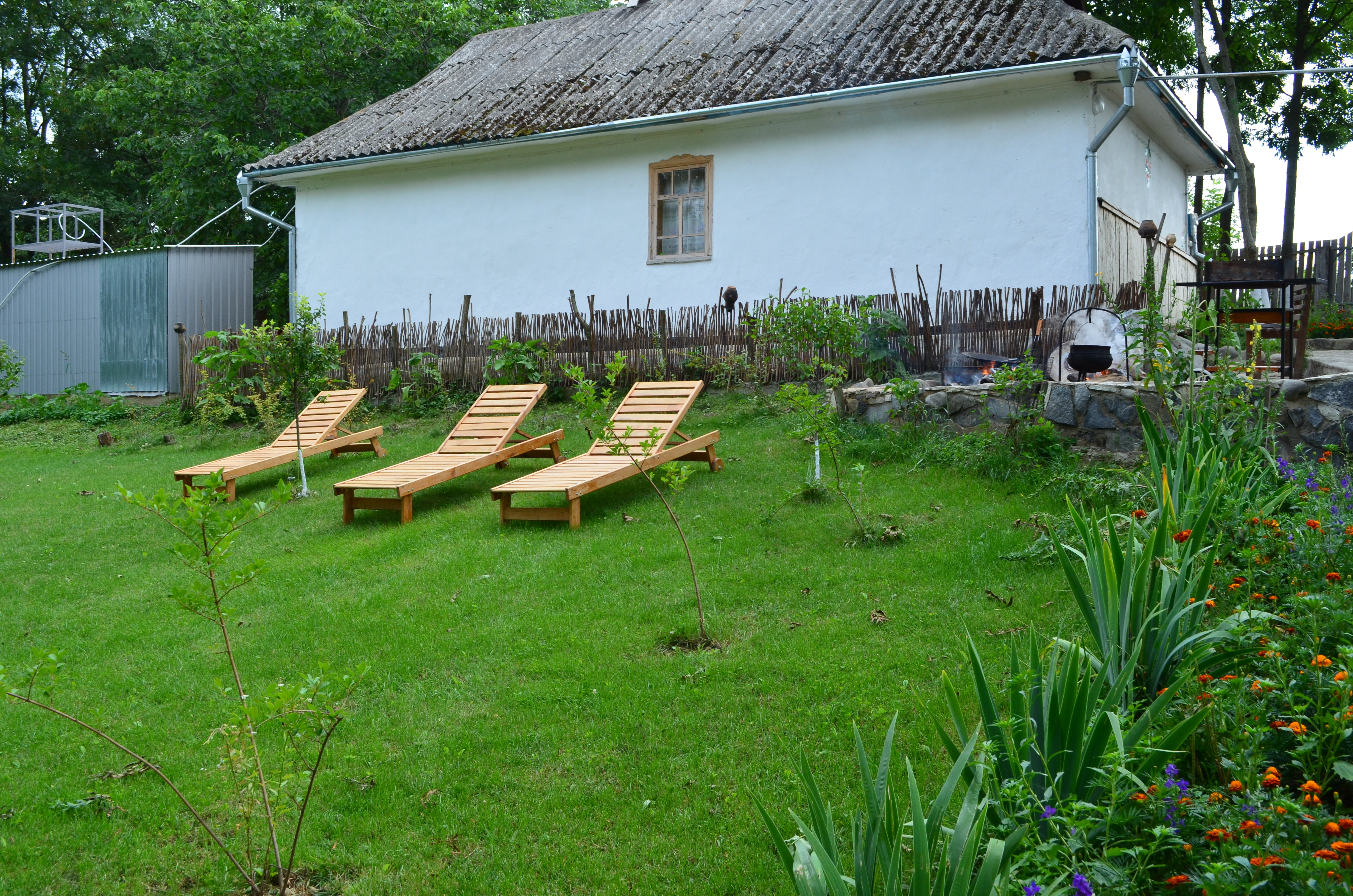
Садиба «зеленого туризму» «Родинне гніздо» в Канаві

### Новітня історія
З 24 серпня 1991 року село входить до складу незалежної України.
За останнім переписом (2001 р.) в Канаві нараховані 160 жителів, а в 2012 році — 113 осіб, серед яких 95 таких, що можуть голосувати на виборах.
З ухваленням територіальними громадами рішень щодо створення на Вінниччині регіональних ландшафтних парків місцевого значення «Середнє Побужжя» (грудень 2009 р.) та «Немирівське Побужжя» (вересень 2012 р.) Канава стає з'єднувальною ланкою цих двох природних комплексів. Річка з мальовничими порогами, околиці села, насамперед долина Бугу з численними джерелами та луками, сосново-березовий гай на скелі, являють собою «слабо антропогенізований ландшафт», проте не належать до природно-заповідного фонду, що сприяє розвитку організованого відпочинку населення, рафтингу та аматорському сплаву, екологічному туризму, альпінізму та скелелазінню, спортивному мисливству, рибальству,, збору грибів, ягід, лікарських рослин.
Наприкінці 2012 року територіальна громада зі своїм проектом "Канава — столиця «зеленого туризму» стала одним з переможців районного конкурсу «Сім чудес Тиврівщини».
12 червня 2020 року, відповідно до Розпорядження Кабінету Міністрів України від  № 707-р «Про визначення адміністративних центрів та затвердження територій територіальних громад Вінницької області», увійшло до складу Тиврівської селищної територіальної громади.
19 липня 2020 року, в результаті адміністративно-територіальної реформи та ліквідації Тиврівського району, село увійшло до складу новоутвореного Вінницького району.

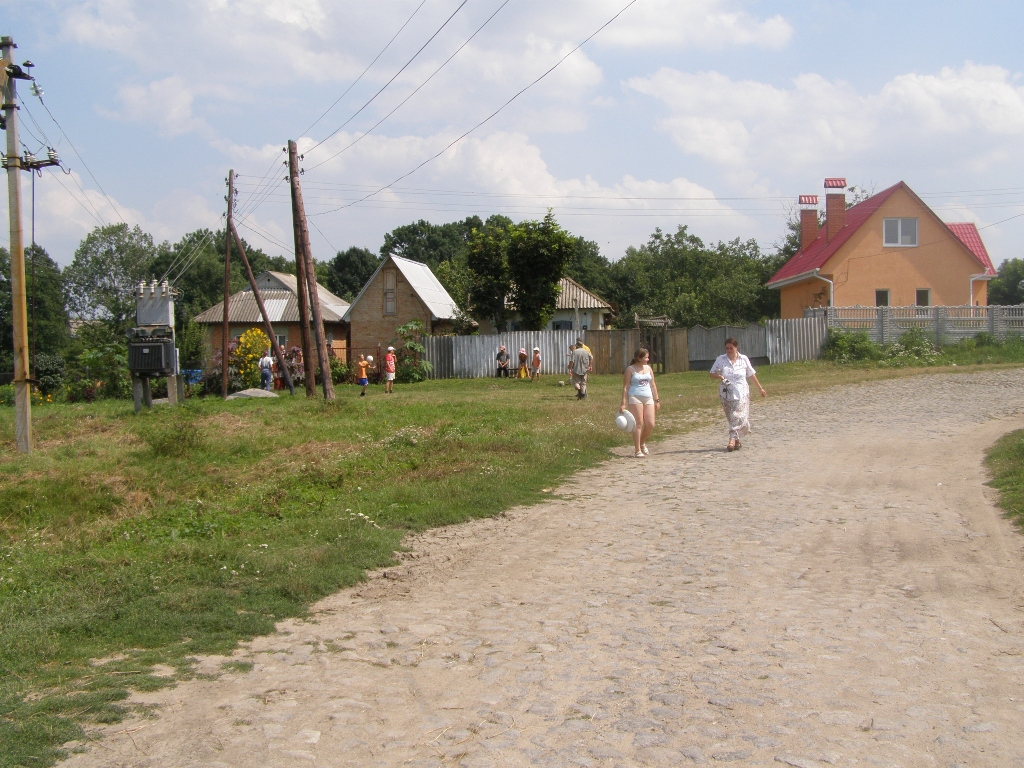
В центрі Канави

## Інфраструктура

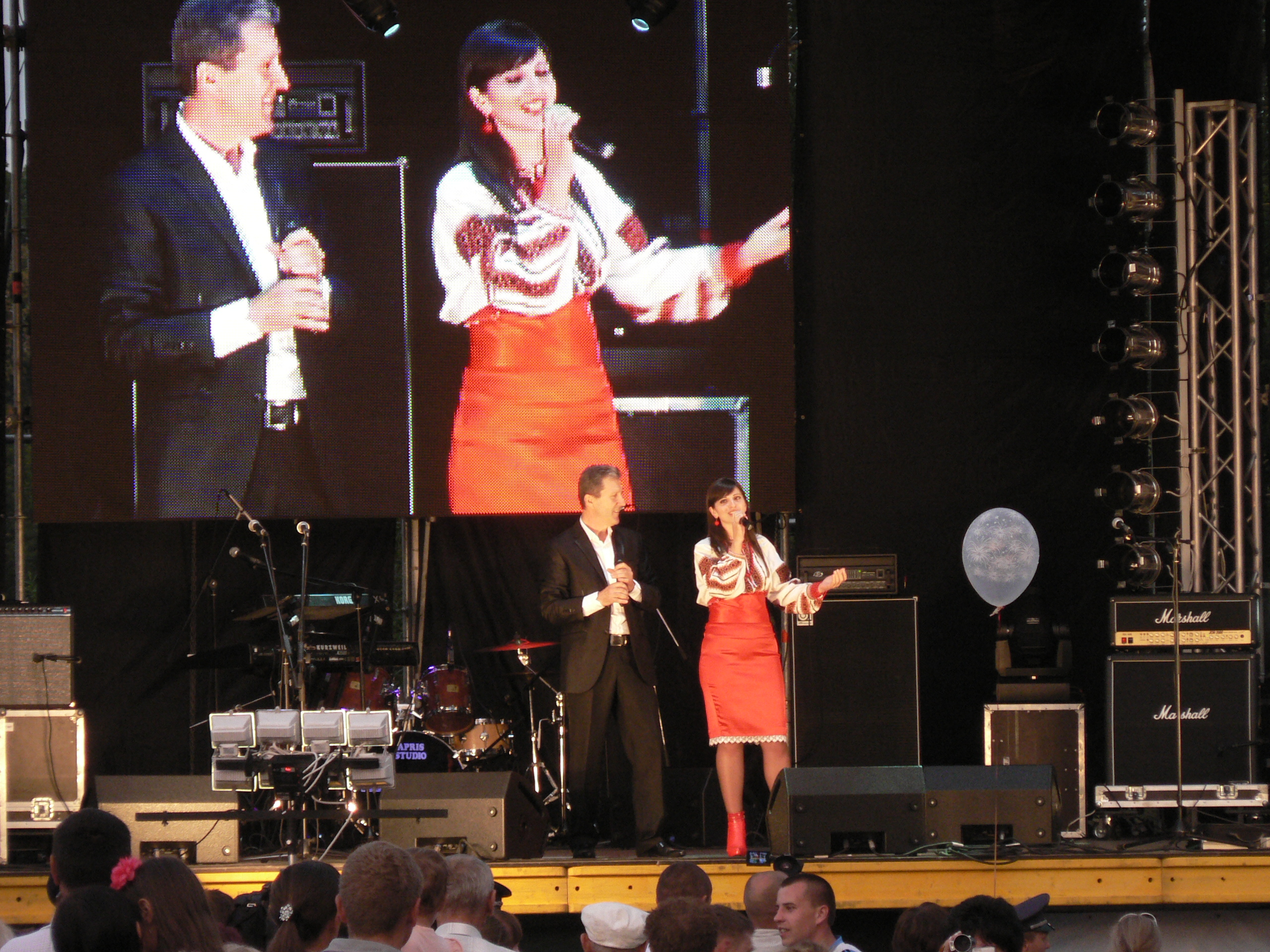
Микола Янченко на сцені в Канаві

Село — єдине на ділянці Південного Бугу від Сутисок до Сокільця, що вже має рекреаційну інфраструктуру — садибу «Родинне гніздо» з позасезонним циклом функціонування. Крім відпочинку та оздоровлення садиба мотивує своїх постояльців на заняття кустарними промислами, влаштовуючи майстер-класи з ткацтва, петриківського розпису, створення ляльок-мотанок. Піднесенню національної традиції протегує щорічний етно-пісенний фестиваль «Мамина піч», що вже традиційно кілька років поспіль влаштовується в Канаві у сільське престольне свято на пророка Іллі (2 серпня) за ініціативою уродженця села, народного артиста України М. О. Янченка. Поети вінницької групи «Лірики Transcendent'a» разом зі своїми колегами по творчому цеху з інших міст України проводять влітку тут свої щорічні літературно-мистецькі читання, допомагають в упорядкуванні сільської бібліотеки.
До Канави курсує громадський транспорт, у 2012 р. побудовано новий магазин, працює фельдшерський пункт, існує поромний перевіз через Буг, діє стабільне покриття стільникового зв'язку.

## Відомі люди
Родом з Канави:
- Тихоненко Володимир Дем'янович — кандидат філософських наук, доцент, у 90-ті роки XX століття начальник кафедри гуманітарних дисциплін Національного університету державної податкової служби України, а потім заступник директора Центру гуманітарної освіти при президії НАН України;

- Костюк Олександр Васильович — 1950 р.н., генерал-майор ЗСУ, з 1992 по 1996 рік заступник командувача Протиповітряної оборони України (ППУ), згодом, до виходу на пенсію, - заступник начальника Головного управління розвідки (ГУР) Міністерства оборони України. Помер 2017 року.
- Савченко Михайло — тривалий час головний лікар одного з радонових санаторіїв у Хмільнику;
- Янченко Микола Олександрович[40], народний артист України;
- Клименко Олександр[41] — співак, композитор та аранжувальник;
- Сотник Леонід Іванович — художник, 1976 — член НСХУ, заслужений діяч мистецтв України.

## Історико-культурна спадщина і пізнавально-туристичний потенціал
Серед гідних уваги історичних пам'яток, які дійшли до наших часів — два кургани неолітичної культури, мальовнича апокрифічна Наполеонівська дорога в канавському лісі з руїнами куреня, джерело молодості Святої Ангеліни, склеп на старому цвинтарі царського ад'ютанта — надвірного радника Романа Кушніренка, профілі німецьких окопів часів Німецько-радянської війни та автентичні українські хати з криницями на Забужці, поромний перевіз, на якому кіностудією ім. О. Довженка за новелами подільського автора Анатолія Колісниченка знімалися епізоди фільму «Женихи» (1986 р.) з народними артистами Богданом Ступкою та Валерією Заклунною у головних ролях. Ці об'єкти органічно вписуються у пішохідні туристичні маршрути уздовж Південного Бугу від Суворовської пристані під Никифоровцями до панського кам'яного млина у Стрільчинцях.
Біля села знаходиться ландшафтний заказник місцевого значення Лучанське та ботанічна пам'ятка природи місцевого значення Буковий ліс.

## Галерея
|                               |
| Рафтинг на канавських порогах |

|                                    |
| На фестивалі "Мамина піч" в Канаві |

|                                   |
| Джерело молодості Святої Ангеліни |

|                                         |
| Вид на Південний Буг з канавської скелі |

|                       |
| Наполеонівська дорога |

|                                              |
| Могила царського ад'ютанта Романа Кушніренка |

|                                  |
| Інтер'єр садиби "Родинне гніздо" |